# Finale au sol hommes des championnats du monde de gymnastique artistique
Cette page met en évidence la liste des médaillés au sol lors des championnats du monde de gymnastique artistique.

## Médaillés
| Édition | Lieu                                      | Or                                            | Argent                                       | Bronze                                        |
| ------- | ----------------------------------------- | --------------------------------------------- | -------------------------------------------- | --------------------------------------------- |
| 1930    | Luxembourg                                | Josip Primozic (YUG)                          | Emanuel Loeffler (TCH)                       | Alfred Krauss (FRA)                           |
| 1934    | Budapest                                  | Georges Miez (SUI)                            | Eugene Mack (SUI)                            | Kurt Kroetzsch (GER)                          |
| 1938    | Prague                                    | Jan Gajdos (TCH)                              | Eugene Mack (SUI) Alois Hudec (TCH)          | -                                             |
| 1942    | N'a pas eu lieu (Seconde Guerre mondiale) | N'a pas eu lieu (Seconde Guerre mondiale)     | N'a pas eu lieu (Seconde Guerre mondiale)    | N'a pas eu lieu (Seconde Guerre mondiale)     |
| 1950    | Bâle                                      | Ernst Gebendinger (SUI) Josef Stalder (SUI)   | -                                            | Raymond Dot (FRA)                             |
| 1954    | Rome                                      | Masao Takemoto (JPN) Valentin Muratov (URS)   | -                                            | Karl William Thoresson (SWE)                  |
| 1958    | Moscou                                    | Masao Takemoto (JPN)                          | Takashi Ono (JPN)                            | Yuri Titov (URS)                              |
| 1962    | Prague                                    | Nobuyuki Aihara (JPN) Yukio Endo (JPN)        | -                                            | Franco Menichelli (ITA)                       |
| 1966    | Dortmund                                  | Akinori Nakayama (JPN)                        | Yukio Endo (JPN)                             | Franco Menichelli (ITA)                       |
| 1970    | Ljubljana                                 | Akinori Nakayama (JPN)                        | Eizo Kenmotsu (JPN)                          | Takeshi Katō (JPN)                            |
| 1974    | Varna                                     | Shigeru Kasamatsu (JPN)                       | Hiroshi Kajiyama (JPN)                       | Andrei Keranov (BUL)                          |
| 1978    | Strasbourg                                | Kurt Thomas (USA)                             | Shigeru Kasamatsu (JPN)                      | Alexander Dityatin (URS)                      |
| 1979    | Fort Worth                                | Roland Bruckner (GDR) Kurt Thomas (USA)       | -                                            | Alexander Tkatchev (URS)                      |
| 1981    | Moscou                                    | Li Yuan (CHN) Yuri Korolev (URS)              | -                                            | Koji Gushiken (JPN)                           |
| 1983    | Budapest                                  | Tong Fei (CHN)                                | Dimitri Bilozertchev (URS)                   | Li Ning (CHN)                                 |
| 1985    | Montréal                                  | Tong Fei (CHN)                                | Yuri Korolev (URS)                           | Li Ning (CHN)                                 |
| 1987    | Rotterdam                                 | Lou Yun (CHN)                                 | Vladimir Artemov (URS)                       | Lyubomir Gueraskov (BUL)                      |
| 1989    | Stuttgart                                 | Igor Korobchinski (URS)                       | Vladimir Artemov (URS)                       | Li Chunyang (CHN)                             |
| 1991    | Indianapolis                              | Igor Korobchinski (URS)                       | Vitali Scherbo (URS)                         | Daisuke Nishikawa (JPN)                       |
| 1992    | Paris                                     | Igor Korobchinski (CEI)                       | Vitali Scherbo (CEI)                         | Maik Krahberg (GER)                           |
| 1993    | Birmingham                                | Grigory Misutin (UKR)                         | Vitali Scherbo (BLR) Neil Thomas (GBR)       | -                                             |
| 1994    | Brisbane                                  | Vitali Scherbo (BLR)                          | Neil Thomas (GBR) Ioannis Melissanidis (GRE) | -                                             |
| 1995    | Sabae                                     | Vitali Scherbo (BLR)                          | Li Xiaoshuang (CHN)                          | Grigory Misutin (UKR)                         |
| 1996    | San Juan                                  | Vitali Scherbo (BLR)                          | Alexei Voropaev (RUS)                        | Grigory Misutin (UKR)                         |
| 1997    | Lausanne                                  | Alexei Nemov (RUS)                            | Dimitri Karbanenko (FRA)                     | Li Xiaopeng (CHN)                             |
| 1999    | Tianjin                                   | Alexei Nemov (RUS)                            | Gervasio Deferr (ESP)                        | Xing Aowei (CHN)                              |
| 2001    | Gand                                      | Jordan Jovtchev (BUL) Marian Drăgulescu (ROU) | -                                            | Igors Vihrovs (LAT)                           |
| 2002    | Debrecen                                  | Marian Drăgulescu (ROU)                       | Jordan Jovtchev (BUL)                        | Paul Hamm (USA)                               |
| 2003    | Anaheim                                   | Paul Hamm (USA) Jordan Jovtchev (BUL)         | -                                            | Kyle Shewfelt (CAN)                           |
| 2005    | Melbourne                                 | Diego Hypolito (BRA)                          | Brandon O'Neill (CAN)                        | Robert Gal (HUN) Liang Fuliang (CHN)          |
| 2006    | Aarhus                                    | Marian Dragulescu (ROU)                       | Diego Hypolito (BRA)                         | Kyle Shewfelt (CAN)                           |
| 2007    | Stuttgart                                 | Diego Hypolito (BRA)                          | Gervasio Deferr (ESP)                        | Hisashi Mizutori (JPN)                        |
| 2009    | Londres                                   | Marian Drăgulescu (ROU)                       | Zou Kai (CHN)                                | Alexander Shatilov (ISR)                      |
| 2010    | Rotterdam                                 | Eleftherios Kosmidis (GRE)                    | Kohei Uchimura (JPN)                         | Daniel Purvis (GBR)                           |
| 2011    | Tokyo                                     | Kohei Uchimura (JPN)                          | Zou Kai (CHN)                                | Diego Hypolito (BRA) Alexander Shatilov (ISR) |
| 2013    | Anvers                                    | Kenzō Shirai (JPN)                            | Jacob Dalton (USA)                           | Kōhei Uchimura (JPN)                          |
| 2014    | Nanning                                   | Denis Ablyazin (RUS)                          | Kenzō Shirai (JPN)                           | Diego Hypolito (BRA)                          |
| 2015    | Glasgow                                   | Kenzō Shirai (JPN)                            | Max Whitlock (GBR)                           | Rayderley Zapata (ESP)                        |
| 2017    | Montréal                                  | Kenzō Shirai (JPN)                            | Artem Dolgopyat (ISR)                        | Yul Moldauer (USA)                            |
| 2018    | Doha                                      | Artur Dalaloyan (RUS)                         | Kenzō Shirai (JPN)                           | Carlos Yulo (PHI)                             |
| 2019    | Stuttgart                                 | Carlos Yulo (PHI)                             | Artem Dolgopyat (ISR)                        | Xiao Ruoteng (CHN)                            |
| 2021    | Kitakyūshū                                | Nicola Bartolini (ITA)                        | Kazuki Minami (JPN)                          | Emil Soravuo (FIN)                            |
| 2022    | Liverpool                                 | Giarnni Regini-Moran (GBR)                    | Daiki Hashimoto (JPN)                        | Ryosuke Doi (JPN)                             |
| 2023    | Anvers                                    | Artem Dolgopyat (ISR)                         | Kazuki Minami (JPN)                          | Milad Karimi (KAZ)                            |

## Tableau des médailles
Mis à jour après les championnats du monde de 2023.
| Rang  | Nation          | Or | Argent | Bronze | Total |
| ----- | --------------- | -- | ------ | ------ | ----- |
| 1     | Japon           | 11 | 11     | 6      | 28    |
| 2     | Russie          | 9  | 7      | 3      | 19    |
| 3     | Chine           | 4  | 3      | 7      | 14    |
| 4     | Roumanie        | 4  | -      | -      | 4     |
| 5     | Suisse          | 3  | 2      | -      | 5     |
| 6     | États-Unis      | 3  | 1      | 2      | 6     |
| 7     | Biélorussie     | 3  | 1      | -      | 4     |
| 8     | Bulgarie        | 2  | 1      | 2      | 5     |
| 8     | Brésil          | 2  | 1      | 2      | 5     |
| 10    | Grande-Bretagne | 1  | 3      | 1      | 5     |
| 11    | Israël          | 1  | 2      | 2      | 5     |
| 12    | Tchécoslovaquie | 1  | 2      | -      | 3     |
| 13    | Grèce           | 1  | 1      | -      | 2     |
| 14    | Allemagne       | 1  | -      | 2      | 3     |
| 14    | Italie          | 1  | -      | 2      | 3     |
| 14    | Ukraine         | 1  | -      | 2      | 3     |
| 17    | Philippines     | 1  | -      | 1      | 2     |
| 18    | Yougoslavie     | 1  | -      | -      | 1     |
| 19    | Espagne         | -  | 2      | 1      | 3     |
| 20    | France          | -  | 1      | 2      | 3     |
| 20    | Canada          | -  | 1      | 2      | 3     |
| 22    | Suède           | -  | -      | 1      | 1     |
| 22    | Lettonie        | -  | -      | 1      | 1     |
| 22    | Hongrie         | -  | -      | 1      | 1     |
| 22    | Kazakhstan      | -  | -      | 1      | 1     |
| 22    | Finlande        | -  | -      | 1      | 1     |
| TOTAL | TOTAL           | 50 | 39     | 42     | 131   |